# Safety Not Guaranteed
Safety Not Guaranteed è un film del 2012 diretto da Colin Trevorrow.

## Trama
Darius Britt è una disillusa neo-laureata che lavora da stagista presso una rivista di Seattle. Quando uno degli autori della rivista, Jeff Schwensen, propone di investigare su uno strano annuncio apparso su un altro giornale, rivolto dall'autore a un potenziale compagno d'avventura per un viaggio nel tempo, lei si propone di aiutarlo insieme ad un altro stagista, Arnau, un timido studente di biologia. Dopo che l'editrice, Bridget, approva la scrittura di un articolo al riguardo, i tre partono quindi verso Ocean View, città dove risiede l'uomo che ha scritto l'annuncio. Appena arrivati, Jeff confessa di aver voluto scrivere una storia al riguardo anche per rivedere in quella località una sua vecchia fiamma della scuola superiore, Liz.
Darius riesce presto a scoprire l'identità di chi ha scritto l'annuncio, Kenneth Calloway, che lavora come magazziniere presso un supermercato del posto. Jeff si reca presso la sua abitazione, fingendo di essere interessato ad accompagnarlo in un potenziale viaggio nel tempo, ma Kenneth non si fida e lo allontana immediatamente. Così tocca a Darius entrare in contatto con il misterioso uomo, dal quale rimane presto affascinata. Darius inizia a frequentare Kenneth, che accetta di valutarla come candidata per accompagnarlo nella sua missione spazio-temporale; quando lui chiede quale sia la sua missione la ragazza spiega di voler tornare indietro nel tempo per salvare la madre da una sparatoria nella quale è rimasta incolpevolmente coinvolta. Vedendo Darius aprirsi sempre di più nei suoi confronti, Kenneth ricambia la fiducia spiegando che lui deve ritornare indietro nel tempo per salvare la sua amata, Belinda, rimasta uccisa nel 2001 in un incidente stradale mentre era all'interno della sua abitazione. Mentre Kenneth è sempre più paranoico, convinto di essere sorvegliato da agenti segreti, i due cominciano una sorta di addestramento fisico in preparazione del loro viaggio nel tempo, durante il quale si sviluppa tra di loro un'affinità sempre maggiore, che li porterà a sviluppare sentimenti d'amore l'uno per l'altra. Intanto, Jeff, dopo aver evitato di incontrare una prima volta Liz, dal suo punto di vista invecchiata troppo male per potersi interessare ancora a lei, decide alla fine comunque di andarla a trovare presso la sua abitazione. Dopo una piacevole conversazione ne rimane ammaliato, fino ad arrivare in seguito ad innamorarsi di lei. Quando le proporrà di iniziare una relazione seria, Liz però, già passata attraverso delusioni amorose, lo respinge nettamente. Jeff ne rimane molto turbato, decidendo quindi di trascorrere una notte brava con il suo giovane timido stagista per spingerlo a godersi di più i piccoli piaceri della vita e non trascorrere tutto il tempo tra studio e lavoro. Nonostante il disagio del ragazzo, Jeff riesce a far perdere la verginità ad Arnau. Il giorno seguente, attraverso Bridget, scopre che Belinda è in realtà ancora in vita.
Quando Darius lo scopre, ne rimane turbata, in quanto ormai innamoratasi di Kenneth stava realmente iniziando a sperare che la sua missione fosse vera e non fantasia di un pazzo. Decide quindi di intervistare personalmente Belinda, che le comunica che in realtà non ha mai avuto una relazione seria con Kenneth e l'incidente stradale non aveva coinvolto lei ma il suo ragazzo, a suo dire probabilmente causato da Kenneth stesso per gelosia. Sconvolta, Darius va a casa di Kenneth, nel frattempo davvero controllato da agenti federali attirati da suoi alcuni furti di materiale di alta tecnologia. Lì, gli chiede di essere onesto e confessare se la stava prendendo in giro. Kenneth però le dice che il fatto che Belinda sia viva dimostra che il suo viaggio ha funzionato, subito dopo vengono interrotti da Jeff e Arnau arrivati per avvisare della presenza di agenti federali all'esterno dell'abitazione. Darius si vede così svelata come giornalista davanti a Kenneth che, a sua volta sconvolto, fugge via. Darius, seguita da Jeff e Arnau, lo insegue per spiegargli che la loro storia era nata per un'inchiesta giornalistica ma che i sentimenti verso di lui sono autentici. Quando lo raggiunge, con sorpresa di tutti, lo trova a bordo della sua macchina del tempo realizzata su una sorta di imbarcazione. Dopo averla ascoltata, Kenneth la fa salire a bordo e gli dice che ora la missione è cambiata, torna indietro per lei. Dopo aver azionato la macchina, i due scompaiono nel nulla sotto gli occhi di Jeff, Arnau e due agenti federali.

## Produzione
(Annuncio apparso nel 1997 sul Backwoods Home Magazine che ispirò la trama del film)
Il film indipendente vede la sua trama ispirata da un piccolo annuncio apparso nel 1997 sulla rivista bimestrale statunitense Backwoods Home Magazine, sul numero di settembre/ottobre, pubblicato ad opera di un cittadino californiano di Oakview con l'intenzione di fare uno scherzo. Simile annuncio divenne in seguito molto famoso su Internet, diventando una delle prime meme a propagarsi specialmente grazie al sito YTMND (You're The Man Now Dog). Derek Connolly vide per la prima volta l'annuncio nel 2007, decidendo di prenderne spunto per scrivere una sceneggiatura per un potenziale film. Dopo aver scritto una prima bozza la presentò al regista Colin Trevorrow, che fu entusiasta dell'idea di produrre un film che affrontava il tema del viaggio nel tempo in modo creativo; i due rintracciarono quindi l'autore dell'annuncio e ne comprarono i diritti cinematografici.
Nel mese di marzo 2011 iniziò il casting, con Aubrey Plaza, Mark Duplass e Jake Johnson ad essere i primi ad essere ingaggiati. Il cast corale fu completato il mese seguente con Lynn Shelton, Jeff Garlin, Karan Soni, Jenica Bergere, Mary Lynn Rajskub e Kristen Bell; le riprese iniziarono il 30 aprile a Seattle e dintorni e durarono 24 giorni. Furono usate camere Sony F3 con vecchie lenti Panavision che, secondo il regista, hanno dato al film un effetto che ricorda lo stile di Hal Ashby.
L'autore dell'annuncio originale del 1997, John Silveria, appare in un cameo come il primo uomo che entra nell'ufficio postale tenuto sotto osservazione da Darius e Arnau nella prima parte del film; l'uomo è presente nei crediti del film come consulente sui viaggi nel tempo (Time Travel Consultant).

## Colonna sonora
Il film contiene quasi quaranta minuti di musiche originali composte da Ryan Miller. La colonna sonora include i seguenti brani:
1. The World is Waiting - Tramps & Thieves
2. Architects and Engineers - Güster
3. Big Machine - Mark Duplass
4. She's Bound to Get Hurt - Summer Fiction
5. Brick by Brick - Arctic Monkeys
6. Litterbox Beach - Hoppin' Hoole Brothers
7. Hard on Your Man - Hearts on Fire
8. Civilian - Wye Oak

## Distribuzione
Dopo essere stato proiettato per la prima volta il 22 gennaio 2012 al Sundance Film Festival, il film esordì nelle sale cinematografiche statunitensi l'8 giugno 2012 in distribuzione limitata.

## Accoglienza

### Incassi
A fronte di un budget stimato di circa 750.000 dollari, Safety Not Guaranteed incassò oltre quattro milioni di dollari negli Stati Uniti.

### Critica
Sull'aggregatore di recensioni Rotten Tomatoes il film registra un punteggio di 94/100.
Variety lo definì «un piccolo film dal cuore grande»; secondo la rivista stutinitense Safety Not Guaranteed è una stravagante commedia, con elementi di fantascienza, che presenta l'amore come l'avventura rischiosa suprema. Il New York Times individuò tra i temi di fondo quello dei sogni evanescenti di aspiranti professionisti tra i 20 e i 30 anni che si ritrovano in un mondo avaro di opportunità e che si guardano indietro con malinconia ricordando i tempi migliori passati; il quotidiano definì inoltre molto convincente l'interpretazione di Aubrey Plaza, spiegando come il film potrebbe essere in grado di lanciare la sua carriera. Il Rolling Stone valutò il film con tre stelle su quattro, giudicandolo come una sorta di regalo inaspettato con sorprese divertenti e toccanti.

## Riconoscimenti
- 2012 - ALMA Award
  - Miglior attrice in un film commedia o musicale a Aubrey Plaza
- 2012 - Sundance Film Festival
  - Waldo Salt Screenwriting Award a Derek Connolly
  - Candidatura per il Grand Jury Prize: Dramatic a Colin Trevorrow
- 2012 - Gotham Awards
  - Candidatura per la miglior interpretazione di un cast corale a Aubrey Plaza, Mark Duplass, Jake Johnson, Karan Soni, Jenica Bergere, Kristen Bell, Jeff Garlin, Mary Lynn Rajskub

- 2012 - Tel-Aviv International Fantastic Festival
  - Miglior film
- 2012 - Young Hollywood Award
  - Breakthrough Performance Award a Aubrey Plaza